# GNU FSDG
GNU FSDG (自由なシステム・ディストリビューションのガイドライン) とは、GNUによって定められた自由ソフトウェアのみを含む実行可能なディストリビューションのガイドラインである。

## 概要
GNUが完全に自由なディストリビューションを判断するために作ったガイドライン。完全に自由なディストリビューションとは、プロプライエタリソフトウェアを含まないディストリビューションのことである。DebianやUbuntu、Fedora、CentOSは有名なGNU/Linuxディストリビューションであるが、不自由なソフトウェアを含んでいたり、直接含んでいなくても、一部の不自由なパッケージの保守や推奨をしているため、完全に自由なディストリビューションには含まれない。また、GNU FSDGに適合したディストリビューションは、GNUによって自由なGNU/Linuxディストリビューションの一覧に掲載される。

## ガイドライン
具体的な内容を挙げる
1. 完全なディストリビューションであること。
2. ソースなどが、すべて自由なライセンスで適切に公開されていること。
3. 不自由なファームウェアが含まれていないこと
4. 2の例外　機能的ではないグラフィックなどの物は、自由なライセンスで公開されていなくても良い。
5. ディストリビューションの全体もしくは一部のコピーや再配布が商標等によって妨げられないこと。
6. ドキュメントが自由なライセンスで配布されること。
7. 特許の脅威にさらされるソフトウェアの除外は求めない（国ごとによって違い、また、特許の侵害を知るのは非常に困難だから）
8. マルウェアが含まれないこと。
9. バグの修正を公約していること。
10. 活発に保守されていること。
11. 他のディストリビューション（特に不自由なディストリビューション）と混同される名前が使われていないこと。
12. 下流から上流に連絡すること。
13. 利用者が自由なディストリビューションを使っている事がわかるようになっていること。
14. GNUによる「避けるべき言葉」を使っていないこと